# زندان (فیلم ۱۹۸۹)
«زندان» (انگلیسی: Lock Up) یک فیلم آمریکایی در سبک مهیج به کارگردانی جان فلین است که در سال ۱۹۸۹ منتشر شد.

## موضوع فیلم
فرانک لئون(سیلوستر استالونه) که به خاطر جرمی نسبتاً جزئی به زندان افتاده در حال نزدیک شدن به پایان دوره محکومیت خود است اما درست چند روز به آزادی او مانده…

## بازیگران
- سیلوستر استالونه
- دونالد ساترلند
- جان آموس
- فرانک مک‌ری
- تام سایزمور
- لری رومانو
- دنی ترخو
- دارلن فلوگل